# Finlandia na Letnich Igrzyskach Olimpijskich 1972
Finlandię na Letnich Igrzyskach Olimpijskich 1972 reprezentowało 96 zawodników, 89  mężczyzn i 7 kobiet.

## Zdobyte medale
| Medal  | Zawodnik                                  | Dyscyplina           | Konkurencja                               | Rezultat    |
| ------ | ----------------------------------------- | -------------------- | ----------------------------------------- | ----------- |
| Złoto  | Pekka Vasala                              | Lekkoatletyka        | Bieg na 1 500 m mężczyzn                  | 3:36,3      |
| Złoto  | Lasse Virén                               | Lekkoatletyka        | Bieg na 5 000 m mężczyzn                  | 13:26,4     |
| Złoto  | Lasse Virén                               | Lekkoatletyka        | Bieg na 10 000 m mężczyzn                 | 27:38,4     |
| Srebro | Reima Virtanen                            | Boks                 | Waga średnia mężczyzn                     | [ 2 ] [ 3 ] |
| Brąz   | Tapio Kantanen                            | Lekkoatletyka        | Bieg na 3 000 m z przeszkodami mężczyzn   | 8:24,8      |
| Brąz   | Kyoesti Laasonen                          | Łucznictwo           | Konkurs indywidualny mężczyzn             | 2467 pkt    |
| Brąz   | Risto Hurme Veikko Salminen Martti Ketelä | Pięciobój nowoczesny | Drużynowo mężczyzn                        | 14 812 pkt  |
| Brąz   | Risto Björlin                             | Zapasy               | Waga do 57 kg w stylu klasycznym mężczyzn | [ 2 ] [ 7 ] |